# Владимир Дежуров
Владимир Николаевич Дежуров е руски космонавт.
Роден е в малко село в Република Мордовия, Русия. Завършил е военно училище за авиация с диплома за пилот-инженер през 1983 г. След завършването си служи като пилот и по-късно като старши пилот във ВВС.
През 1987 г. е прехвърлен към космонавтския тренировъчен център. От декември 1987 до юни 1989 г. преминава основна тренировка за космонавти. След септември 1989 г. продължава тренировката си в група на тестови космонавти.
През март 1994 г. Дежуров започва тренировка за командир на екипажа на полет до станция „Мир-18“. Екипажът излита от космодрума Байконур на 14 март 1995 г. на борда на космически кораб „Союз ТМ-21“. Полетът е с продължителност 115 дни и след това екипажът се приземява на космически център Джон Ф. Кенеди във Флорида на борда на космическа совалка Атлантис на 7 юли 1995 г.
Дежуров е живял и на борда на Международната космическа станция (МКС) с екипажа на Експедиция 3. Екипажът остава 4 мес. на станцията. Връщат се обратно на Земята с обратния полет на совалката довела следващата експедиция на МКС.
Владимир Дежуров е награден с 3 медала на ВВС през кариерата си.